# Ploumagoar
Ploumagoar (tiếng Breton: Plouvagor) là một xã của tỉnh Côtes-d’Armor, thuộc vùng Bretagne, tây bắc Pháp.

## Dân số
Người dân ở Ploumagoar được gọi là Ploumagoariens.